# Chinchansur, Aland
Chinchansur là một làng thuộc tehsil Aland, huyện Gulbarga, bang Karnataka, Ấn Độ.